# Lijst van burgemeesters van Rolde
Dit is een lijst van burgemeesters van de voormalige Nederlandse gemeente Rolde in de provincie Drenthe tot 1 januari 1998. Op deze datum werden de voormalige gemeenten Anloo, Gasselte, Gieten en Rolde samengevoegd tot de nieuwe gemeente Aa en Hunze.
| Ambtsperiode | Naam burgemeester                             | Partij of stroming | Bijzonderheden                             |
| ------------ | --------------------------------------------- | ------------------ | ------------------------------------------ |
| 1811 - 1819  | Johannes Homan                                |                    | [ 1 ]                                      |
| 1819 - 1867  | Mr. Hendrik Homan                             |                    |                                            |
| 1868 - 1869  | Jhr. Jan Arent Godert van der Wijck           |                    |                                            |
| 1869 - 1877  | Alexander Carel Jan Frederik Bouwmeester      |                    | werd burgemeester van Aduard               |
| 1877 - 1901  | Jhr. Hendrik van der Wijck                    |                    |                                            |
| 1901 - 1931  | Synco Reijnders                               |                    |                                            |
| 1931 - 1946  | Alle van der Sluis                            |                    |                                            |
| 1945 - 1945  | Hendrik Wilhelm Johannes Jacobus van Deventer | NSB                | waarnemer                                  |
| 1945 - 1945  | Jan Hofkamp                                   |                    | waarnemer/gemeentesecretaris van 1918-1957 |
| 1945 - 1946  | Gerhard Nijenhuis                             |                    | waarnemer                                  |
| 1946 - 1956  | Theodoor Philip baron Mackay                  |                    |                                            |
| 1956 - 1967  | Mr. Jacob van Huis                            |                    |                                            |
| 1967 - 1979  | Jacobus Goedhardus (Koos) Borgesius           | PvdA               | was burgemeester van Meeden                |
| 1980 - 1991  | Albertus Hurink                               | VVD                |                                            |
| 1991 - 1998  | Aaltina Evenhuis-Meppelink                    | VVD                |                                            |